# 逆转录酶病毒纲
逆转录酶病毒纲（学名：Revtraviricetes）是逆转录酶病毒门下的一个纲。

## 下属分类
本纲包括以下目：
- Blubervirales
- 逆转录病毒目 Ortervirales